# Matra Alice

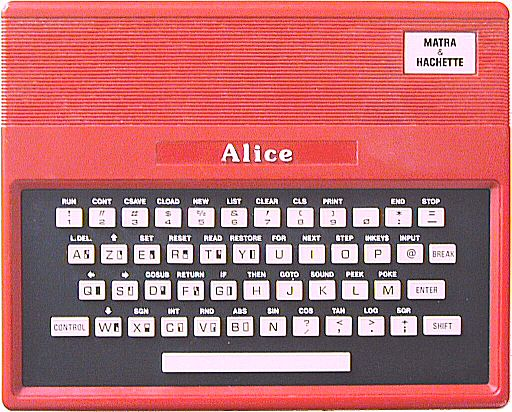
Matra Alice

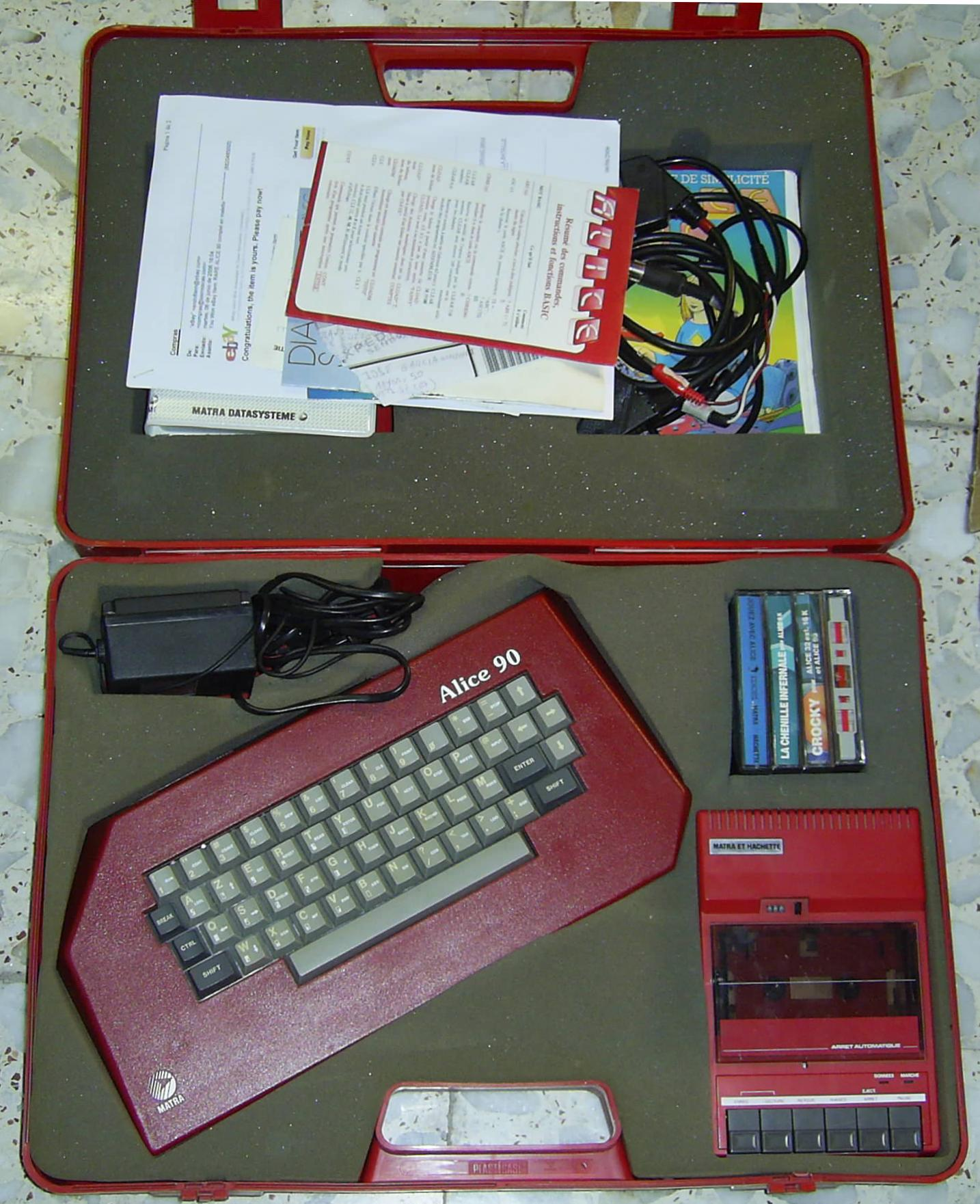
Matra Alice 90

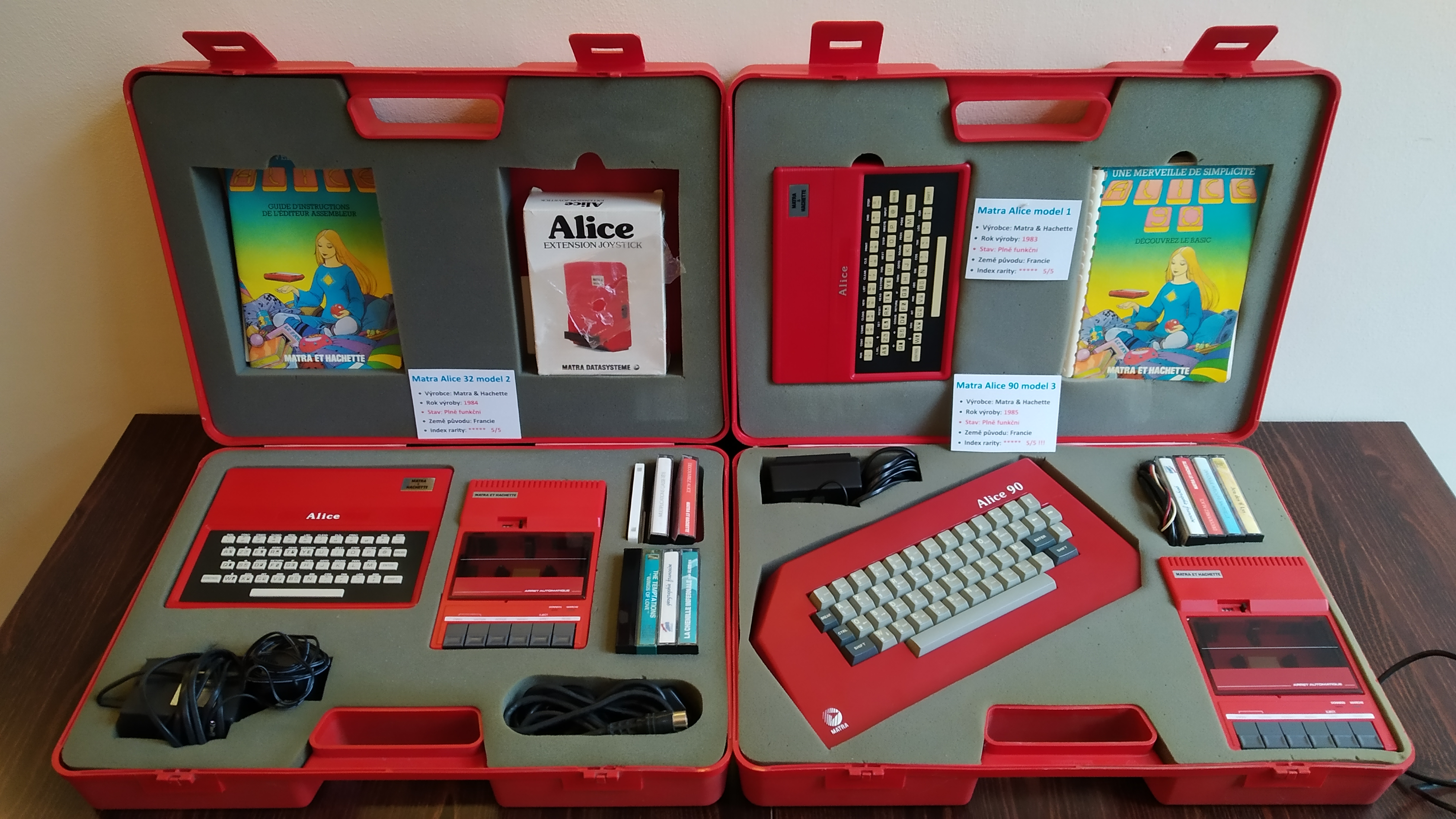
Matra Alice, Alice 32 & Alice 90 im Koffer

Der Matra Alice war ein in Frankreich ab 1983 durch das Unternehmen Matra verkaufter Heimcomputer. Produziert wurde der Rechner durch eine Kooperation zwischen den Unternehmen Matra, Hachette Livre in Frankreich und der Tandy Corporation in den USA. Das augenfälligste Hauptmerkmal war das rote Gehäuse. Intern handelte sich um einen Tandy TRS-80 MC-10 Computer, zu dem er folgerichtig auch softwarekompatibel ist. Nachfolgegeräte waren der Matra Alice 32 und der Matra Alice 90.
Als Bedienoberfläche und Programmiersprache dient ein BASIC, welches Microcolor Basic genannt wird und auf Microsoft BASIC basiert.

## Technische Daten
- Prozessor: Motorola 6803P mit 0,89 MHz
- 8 KB ROM (Microsoft BASIC)
- 4 KB RAM

- I/O Ports:
  - RS-232C serieller Port
  - Cassette Interface
  - SCART Video Output
  - Expansion Schnittstelle

- AZERTY-Tastaturbelegung

## Nachfolgemodelle
Im Jahr 1984 wurde der Matra Alice 32 herausgebracht. Zwar hatte er dasselbe Gehäuse-Layout wie sein Vorgänger, war aber ansonsten schon ein anderer Computer, denn er nutzte als Videochip den Thomson EF9345. Der Alice 32 hatte 8 Kilobyte (KB) RAM und 8 KB VRAM sowie 16 KB ROM (dieses enthielt einen Assembler).
Im Jahr 1985 wurde als Nachfolgemodell des Alice 32 der Alice 90 herausgebracht. Von den technischen Daten war er nahezu identisch zu seinem Vorgänger, verfügte aber im Gegensatz zu diesem über 40 KB RAM und eine mechanische Tastatur.
Ein weiterer Versuch der Firma Matra, auf dem Markt Anteile für sich zu verbuchen, wurde einige Zeit später mit dem Alice 8000 unternommen; dieser Rechner hatte jedoch auf dem Markt keinen nennenswerten Erfolg und wurde schätzungsweise 250 Mal produziert. Er nutzte einen Motorola 6803 sowie parallel einen Intel 8088 und war somit auch in der Lage, CP/M zu nutzen, bei einer Taktfrequenz von 4,915 MHz. Er verfügte über 64 KB RAM sowie 2 KB VRAM.

## Emulatoren
Wie heutzutage üblich gibt es auch vom Matra Alice einige Emulatoren, die es ermöglichen, den Rechner auf moderner Hardware auszuprobieren. Einer dieser Emulatoren ist DCAlice, ein Emulator, der neben den Matra Alice 32 und 90 auch die Rechner Alice 4k und MC-10 emuliert und nach wie vor weiterentwickelt wird.